# Lichterloh (Musical)
Das Musical Lichterloh ist das dritte Musical des Komponisten Jochen Frank Schmidt (Musik und Text).
Die Uraufführung fand am 29. September 2007 im Gloria-Theater (Bad Säckingen) statt. 2012 wurde das Musical „Lichterloh“ in Bad Säckingen im Gloria-Theater in einer Neufassung aufgeführt.

## Handlung
Lichterloh ist  eine Fantasy Geschichte, in der eine Straßenlaterne sprechen kann und sich in einen Menschen verwandelt. Die Straßenlaterne Paul möchte Mensch werden, um dem Mädchen, das jeden Tag unter ihm auf den Bus wartet, seine Liebe zu gestehen. Nachdem er von der Möglichkeit erfährt, sich in einen Menschen verwandeln zu lassen, begibt er sich auf eine turbulente Reise.

## Musik
Das Musical setzt sich musikalisch aus Liedern und Tänzen von Jochen Frank Schmidt zusammen. Titel wie „Wir sind Licht“ oder „Paul, die Laterne“ sowie „Hallo Welt“ und „Einen Tag Mensch“ oder „Sei mein Licht“ zeigen die Richtung der Balladen. Der Titelsong ist „Liebe, Lampen Leidenschaft“.

## Künstlerisches Team der Uraufführung
Musik, Text und Regie des Musicals sind von Jochen Frank Schmidt, die Produktion und der Ton von Alexander Dieterle und die Choreographie von Vanessa Vario. Die Kostüme gestaltete Katrin Ebel, der Bühnenchef war Florian Ebel, die Maske leitete Ruth Nowak. Für die Lichtgestaltung war Jörg Peters verantwortlich.

## Besetzung der Uraufführung
Die beiden Hauptrollen spielten als Paul, die Laterne: Markus Oschwald und als  Claire, das Mädchen an der Bushaltestelle: Jennifer Nowack. Die weiteren Rollen wurden besetzt mit Eddie, die zweite Laterne, durch David Gasser, Luminum, die geheimnisvolle Stimme, mit Johannes Hog,  Dietmar, der Straßenarbeiter, durch Sven Demuth, Mary, der Scheinwerfer 1, durch Andrea Konstanze Langer, und Betty, der Scheinwerfer 2, durch Sabine de Wall. Thomas, der Straßenarbeiter Lehrling, wurde gespielt von Ruben Moratz sowie  Leonie, die Nachttischlampe, von  Jenna Keller. Marlene, der alte Scheinwerfer, war besetzt mit Stephanie Weissenberger sowie Rita, die defekte Straßenlaterne, mit Martina Jermann  und  Fridolin, die alte Straßenlaterne, mit Boris Gerchow.
Die Live Band bestand aus Christian Mirbach (Piano),  Benedikt Weiger (Bass),  Frank Pohl (Saxophon),  Simon Altmeier (Trompete), Tobias Ganthert (Gitarre), Philipp Rau (Posaune),  Fabian Kläsener(Geige),  Juliane Kläsener(Cello).

## Trivia
Das Musical wurde am 4. November 2012 in der Sendung Landesschau - KulTour des SWR Fernsehen vorgestellt. Am 14. Dezember 2012 wurde der Komponist Jochen Frank Schmidt in die SWR-Landesschau eingeladen und berichtete über das Musical „Lichterloh“.  Es gibt eine CD des Musicals aus dem Jahre 2012.